# Javier Frana
Javier Frana (Rafaela, 25 de diciembre de 1966) es un extenista argentino que jugó profesionalmente desde 1986 hasta 1997, ganador del Roland Garros 1996 en la modalidad de dobles mixto junto a Patricia Tarabini, y de la medalla de bronce en los Juegos Olímpicos de Barcelona 1992 en dobles junto a Christian Miniussi.
Disputó los Juegos Olímpicos de 1988, 1992 y 1996, obteniendo la medalla de bronce en dobles masculinos en 1992. También integró el equipo argentino en la Copa Davis entre 1989 y 1997, logrando 18 victorias en 37 partidos. Fue abanderado de la delegación argentina en los Juegos Panamericanos de 1995, donde obtuvo la medalla de oro en dobles y la medalla de plata en individual.
Frana avanzó el puesto número 30 en el ranking mundial ATP individual en 1995. Ganó tres títulos de la actual ATP 250 Series, en tanto que alcanzó los octavos de final en los torneos Grand Slam de Roland Garros y Estados Unidos en 1994.
En dobles masculinos, Frana alcanzó el puesto número 14 en el ranking mundial en 1992. Ganó siete títulos, en tanto que fue finalista del Torneo de Barcelona de 1987 y el Abierto de Wimbledon de 1991. Por otra parte, ganó el torneo de dobles mixtos de Roland Garros 1996.
Entre sus victorias individuales se destacan las logradas ante Magnus Larsson en Pinehurst 1995, Emilio Sánchez Vicario en Itaparica 1988 y Buenos Aires 1993, Goran Prpić en Viena 1991, Carlos Costa en Buenos Aires 1994, Malivai Washington en Memphis 1997, Jason Stoltenberg en Bermunda 1995 y Pinehurst 1995, y Brad Gilbert en Queen's 1993 y Wimbledon 1994. Entre sus derrotas se destacan las de Wimbledon 1988 ante Pat Cash en cinco sets, y las de Australia 1996 ante Thomas Muster y Wimbledon 1994 ante Boris Becker en cuatro sets.
Frana obtuvo el Premio Olimpia al mejor tenista en 1993. En 2000 recibió el Premio Konex - Diploma al Mérito. 
Fue comentarista de tenis para los canales de televisión ESPN Deportes e ESPN Latinoamérica, donde formó dupla con Luis Alfredo Álvarez en los torneos de Grand Slam hasta 2019. 
El 4 de diciembre de 2024, fue anunciado como el nuevo capitán del equipo masculino de Copa Davis, sustituyendo a Guillermo Coria, tras la conclusión de su contrato.

## Torneos de Grand Slam

### Dobles (1)

#### Finalista
| Año  | Torneo    | Pareja           | Oponentes en la final         | Resultado          |
| 1991 | Wimbledon | Leonardo Lavalle | Anders Järryd John Fitzgerald | 3-6 4-6 7-6(7) 1-6 |

### Dobles Mixto (1)

#### Títulos
| N.º | Fecha              | Torneo        | Superficie    | Pareja            | Oponentes en la final     | Resultado |
| --- | ------------------ | ------------- | ------------- | ----------------- | ------------------------- | --------- |
| 1.  | 9 de junio de 1996 | Roland Garros | Tierra batida | Patricia Tarabini | Nicole Arendt Luke Jensen | 6-2 6-2   |

## Torneos ATP

### Individuales (3)

#### Títulos
| Leyenda                |
| Grand Slam (0)         |
| Tennis Masters Cup (0) |
| ATP Masters Series (0) |
| ATP Tour (3)           |

| N.º | Fecha                 | Torneo     | Superficie    | Oponente en la final   | Resultado      |
| --- | --------------------- | ---------- | ------------- | ---------------------- | -------------- |
| 1.  | 21 de octubre de 1991 | Guarujá    | Dura          | Markus Zoecke          | 2-6 7-6(1) 6-3 |
| 2.  | 25 de octubre de 1993 | Santiago   | Tierra batida | Emilio Sánchez Vicario | 7-5 3-6 6-3    |
| 3.  | 19 de junio de 1995   | Nottingham | Hierba        | Todd Woodbridge        | 7-6(4) 6-3     |

#### Finalista (6)
| N.º | Fecha                   | Torneo       | Superficie    | Oponente en la final | Resultado         |
| --- | ----------------------- | ------------ | ------------- | -------------------- | ----------------- |
| 1.  | 21 de noviembre de 1988 | Itaparica    | Dura          | Jaime Yzaga          | 6-7 2-6           |
| 2.  | 8 de julio de 1991      | Newport      | Hierba        | Bryan Shelton        | 6-3 4-6 4-6       |
| 3.  | 5 de julio de 1993      | Newport      | Hierba        | Greg Rusedski        | 5-7 7-6(7) 6-7(5) |
| 4.  | 7 de noviembre de 1994  | Buenos Aires | Tierra batida | Àlex Corretja        | 3-6 7-5 6-7(5)    |
| 5.  | 17 de abril de 1995     | Bermuda      | Tierra batida | Mauricio Hadad       | 6-7(5) 6-3 4-6    |
| 6.  | 8 de mayo de 1995       | Pinehurst    | Tierra batida | Thomas Enqvist       | 3-6 6-3 3-6       |

#### Clasificación en torneos del Grand Slam
| Torneo               | 1997 | 1996 | 1995 | 1994 | 1993 | 1992 | 1991 | 1990 | 1989 | 1988 | 1987 | Títulos |
| -------------------- | ---- | ---- | ---- | ---- | ---- | ---- | ---- | ---- | ---- | ---- | ---- | ------- |
| Abierto de Australia | 2r   | 2r   | -    | -    | -    | 1r   | 1r   | -    | -    | -    | 3r   | 0       |
| Roland Garros        | 1r   | 1r   | 1r   | 4r   | 1r   | 1r   | -    | -    | -    | -    | -    | 0       |
| Wimbledon            | 2r   | 1r   | 3r   | 3r   | 3r   | 1r   | 3r   | -    | 2r   | 2r   | -    | 0       |
| US Open              | -    | 1r   | 1r   | 4r   | -    | 1r   | 2r   | -    | 1r   | 1r   | -    | 0       |
| Tennis Masters Cup   | -    | -    | -    | -    | -    | -    | -    | -    | -    | -    | -    | 0       |

### Dobles (7)

#### Títulos
| Leyenda                |
| Grand Slam (1)         |
| Tennis Masters Cup (0) |
| ATP Masters Series (0) |
| ATP Tour (7)           |

| N.º | Fecha                    | Torneo       | Superficie    | Pareja               | Oponentes en la final             | Resultado   |
| --- | ------------------------ | ------------ | ------------- | -------------------- | --------------------------------- | ----------- |
| 1.  | 16 de mayo de 1988       | Florencia    | Tierra batida | Christian Miniussi   | Claudio Pistolesi Horst Skoff     | 7-6 6-4     |
| 2.  | 5 de febrero de 1990     | Guarujá      | Dura          | Gustavo Luza         | Luiz Mattar Cassio Motta          | 7-6 7-6     |
| 3.  | 29 de julio de 1991      | Los Ángeles  | Dura          | Jim Pugh             | Glenn Michibata Brad Pearce       | 7-5 2-6 6-4 |
| 4.  | 5 de julio de 1993       | Newport      | Hierba        | Christo Van Rensburg | Byron Black Jim Pugh              | 4-6 6-1 7-6 |
| 5.  | 13 de septiembre de 1993 | Burdeos      | Dura          | Pablo Albano         | David Adams Andrei Olhovskiy      | 7-6 4-6 6-3 |
| 6.  | 27 de febrero de 1995    | México, D.F. | Tierra batida | Leonardo Lavalle     | Marc-Kevin Goellner Diego Nargiso | 7-5 6-3     |
| 7.  | 9 de octubre de 1995     | Ostrava      | Moqueta       | Jonas Björkman       | Guy Forget Patrick Rafter         | 6-7 6-4 7-6 |

#### Finalista (9)
| N.º | Fecha                    | Torneo    | Superficie    | Pareja                 | Oponentes en la final               | Resultado       |
| --- | ------------------------ | --------- | ------------- | ---------------------- | ----------------------------------- | --------------- |
| 1.  | 21 de septiembre de 1987 | Barcelona | Tierra batida | Christian Miniussi     | Miloslav Mecir Tomáš Šmíd           | 1-6 2-6         |
| 2.  | 25 de enero de 1988      | Guarujá   | Dura          | Diego Pérez            | Ricardo Acuña Luke Jensen           | 1-6 4-6         |
| 3.  | 24 de junio de 1991      | Wimbledon | Hierba        | Leonardo Lavalle       | John Fitzgerald Anders Järryd       | 3-6 4-6 7-6 1-6 |
| 4.  | 8 de julio de 1991       | Newport   | Hierba        | Bruce Steel            | Gianluca Pozzi Brett Steven         | 4-6 4-6         |
| 5.  | 7 de octubre de 1991     | Tel Aviv  | Dura          | Leonardo Lavalle       | David Rikl Michiel Schapers         | 2-6 7-6 3-6     |
| 6.  | 28 de octubre de 1991    | Búzios    | Dura          | Leonardo Lavalle       | Sergio Casal Emilio Sánchez Vicario | 6-4 3-6 4-6     |
| 7.  | 18 de mayo de 1992       | Bolonia   | Tierra batida | Javier Sánchez Vicario | Luke Jensen Laurie Warder           | 2-6 3-6         |
| 8.  | 12 de abril de 1993      | Charlotte | Tierra batida | Leonardo Lavalle       | Rikard Bergh Trevor Kronemann       | 1-6 2-6         |
| 9.  | 1 de noviembre de 1993   | São Paulo | Tierra batida | Pablo Albano           | Sergio Casal Emilio Sánchez Vicario | 6-4 6-7 4-6     |

#### Clasificación en torneos del Grand Slam
| Torneo               | 1997 | 1996 | 1995 | 1994 | 1993 | 1992 | 1991 | 1990 | 1989 | 1988 | 1987 | Títulos |
| -------------------- | ---- | ---- | ---- | ---- | ---- | ---- | ---- | ---- | ---- | ---- | ---- | ------- |
| Abierto de Australia | 1r   | 2r   | -    | -    | -    | 1r   | 2r   | -    | -    | 1r   | 3r   | 0       |
| Roland Garros        | 1r   | CF   | 1r   | 1r   | 3r   | 3r   | SF   | 2r   | -    | 2r   | -    | 0       |
| Wimbledon            | -    | 1r   | 1r   | 2r   | 2r   | 3r   | F    | SF   | SF   | 1r   | 1r   | 0       |
| US Open              | -    | -    | -    | -    | -    | 2r   | 3r   | 2r   | 2r   | -    | -    | 0       |
| Tennis Masters Cup   | -    | -    | -    | -    | -    | -    | -    | -    | -    | -    | -    | 0       |

### Dobles Mixtos (1)
| N.º | Fecha              | Torneo        | Superficie    | Pareja            | Oponentes en la final     | Resultado |
| --- | ------------------ | ------------- | ------------- | ----------------- | ------------------------- | --------- |
| 1.  | 9 de junio de 1996 | Roland Garros | Tierra batida | Patricia Tarabini | Nicole Arendt Luke Jensen | 6-2 6-2   |

## Juegos Olímpicos
- Medalla de Bronce: en los Juegos Olímpicos de Barcelona 1992 gana la medalla olímpica en dobles con Christian Miniussi, ganándole a los suizos Jakob Hlasek y Marc Rosset en cuartos de final. Así se aseguran la medalla de bronce, que en tenis corresponde a los perdedores en semifinales. Perdieron en esta instancia ante los luego ganadores de la medalla de oro Boris Becker y Michael Stich de Alemania, por 6-7 2-6 7-6 6-2 4-6 sobre tierra batida.